# 5'-Monofosfato de orotidina
5'-Monofosfato de orotidina (abreviado na literatura em inglês OMP, de orotidine 5'-monophosphate), também conhecido como ácido orotidílico,  é um nucleótido pirimidina que é o último intermediário (precursor direto) na biossíntese de 5′-monofosfato de uridina (UMP) na biossíntese de pirimidina. OMP é formado do orotato e Fosforribosil pirofosfato pela enzima orotato fosforribosiltransferase. OMP é usado é usado para estudar a especificidade, cinética, estruturas e mecanismos de orotidina 5′-monofosfato decarboxilases (EC 4.1.1.23).
Em humanos, a enzima UMP sintase converte OMP em 5′-monofosfato de uridina. Se UMP sintase é defeituosa, pode ocorrer acidúria orótica.